# شاستا كاسكيد

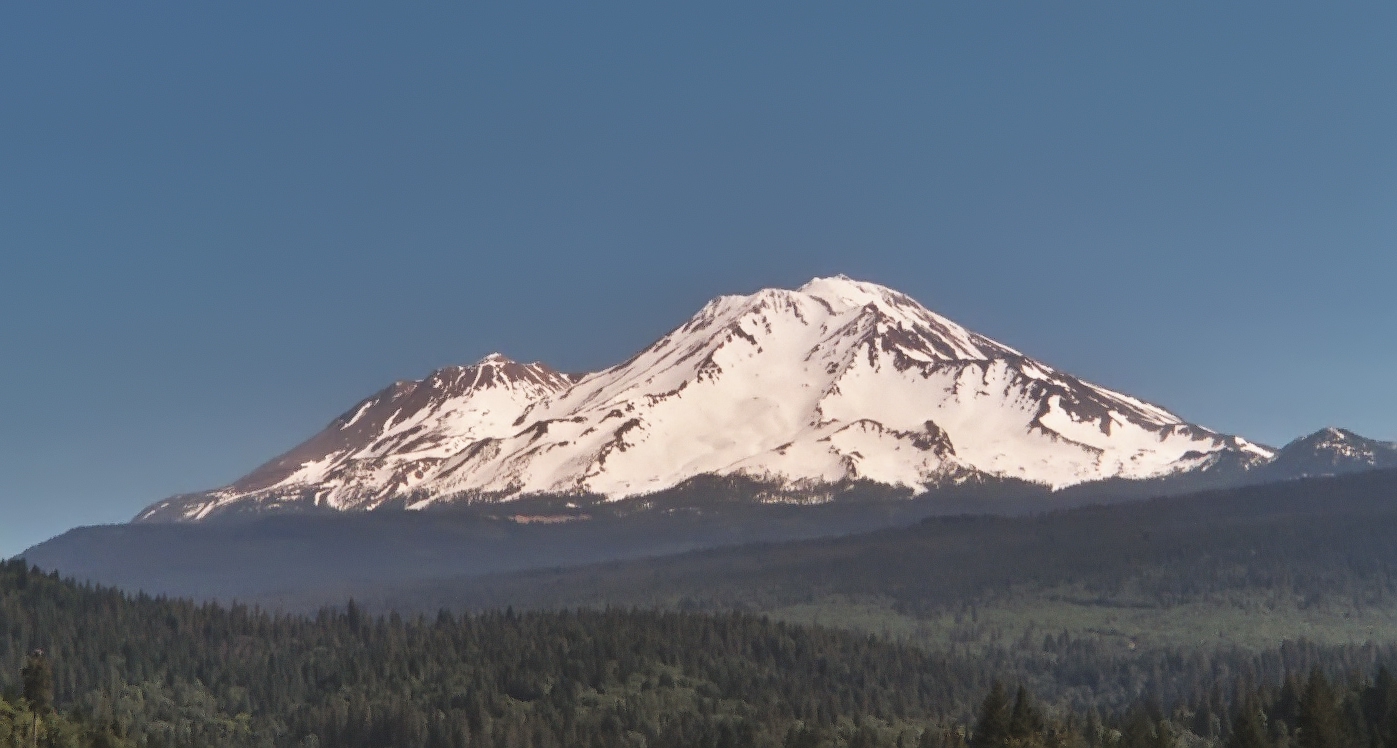

شاستا كاسكيد (بالإنجليزية: Shasta Cascade)‏ تقع في كاليفورنيا في الأجزاء الشمالية الشرقية والشمالية الوسطى من الحدود مع ولاية أوريغون ونيفادا، بما في ذلك الأجزاء الشمالية إلى وادي الوسطى وجبال سييرا ونيفادا. ويتركز شاستا كاسكيد في منطقة جبل شاستا في كاليفورنيا، بالقرب من جبال ترينتي ألبس. طبيعة جبل شاستا جبل هادئ ولكن من الناحية العلمية فهو نشط.

## الاستعمار
دخللوا الأمريكيين غير الأصليين لأول مرة لمنطقة شاستا كاسكيد عن طريق القدوم جنوبًا على طول مسار سيسكيو من ولاية أوريغون ، أو شمالًا على طول مسار سيسكيو من وسط كاليفورنيا أو منطقة خليج سان فرانسيسكو. ربما كان هؤلاء المستكشفون الأوائل من صائدي الفراء والتجار البريطانيين والأمريكيين في عشرينيات وثلاثينيات القرن التاسع عشر ، على الرغم من أنه من الممكن أيضًا أن يكون المستكشفون الإسبان قد وصلوا إلى الحافة الجنوبية لمنطقة شاستا كاسكيد قبل عام 1820.

## وصلات خارجية
- Shasta Cascade Wonderland Association - موقع إخباي محلي
- Museum of the Siskiyou Trail

1. ↑  "معلومات عن شاستا كاسكيد على موقع curlie.org". curlie.org. مؤرشف من الأصل في 2019-12-08.